# Polsat Music
Polsat Music – kanał Telewizji Polsat o tematyce rozrywkowej, poświęcony muzyce pop i rock uruchomiony 26 maja 2017 roku, zastępując kanał Muzo.tv. Szefową stacji jest Ewa Czekała.

## Pasma Polsat Music

### Aktualne
- Gorące Hity
- Hitowy Poranek
- Polska Nocą
- Tylko Hity

### Dawne
- Tylko hity – Teraz gramy bez reklamy
- Summer Party – Teraz gramy bez reklamy
- Hot Party
- The best of (rok, wykonawca)
- Hitowy sylwester
- Best Love Song
- Muzyczna Wiosna - bez gadania
- Wielka Muzyczna Majówka - bez gadania
- Gorący poranek
- Gorąca nocka
- Summer Hits
- Music Tour
- Tylko muzyka. Must be the music
- Polski Poranek
- Crazy Party
- Hity Nocą
- Twoja twarz brzmi znajomo

## Oglądalność
Wszyscy 4+:
|      | styczeń | luty   | marzec | kwiecień | maj    | czerwiec | lipiec | sierpień | wrzesień | październik | listopad | grudzień | cały rok |
| ---- | ------- | ------ | ------ | -------- | ------ | -------- | ------ | -------- | -------- | ----------- | -------- | -------- | -------- |
| 2020 | 0,023%  |        | 0,024% | 0,028%   |        | 0,031%   |        |          | 0,023%   |             |          |          |          |
| 2019 | 0,018%  | 0,030% | 0,021% | 0,022%   | 0,020% | 0,020%   | 0,025% | 0,027%   | 0,017%   | 0,011%      |          | 0,022%   | 0,022%   |
| 2018 | 0,03%   | 0,03%  | 0,02%  | 0,02%    | 0,03%  | 0,023%   | 0,028% | 0,029%   | 0,027%   | 0,019%      | 0,025%   | 0,028%   | 0,026%   |
| 2017 | 0,01%   | 0,01%  | 0,01%  | 0,01%    | 0,02%  | 0,04%    | 0,03%  | 0,04%    | 0,02%    | 0,02%       | 0,02%    | 0,04%    | 0,02%    |
| 2016 | 0,01%   | 0,00%  | 0,01%  | 0,00%    | 0,01%  | 0,01%    | 0,02%  | 0,01%    | 0,01%    | 0,02%       | 0,02%    | 0,02%    | 0,01%    |
| 2015 | 0,01%   | 0,01%  | 0,01%  | 0,01%    | 0,02%  | 0,01%    | 0,01%  | 0,01%    | 0,02%    | 0,02%       | 0,01%    | 0,01%    | 0,01%    |
| 2014 | -       | -      | -      | -        | -      | -        | -      | -        | 0,01%    | 0,02%       | 0,01%    |          | 0,00%    |

Dane z żółtym tłem dotyczą kanału muzo.tv, który działał wcześniej na tej samej pozycji.